# Oskar Müller (Fußballtrainer)
Oskar „Ossi“ Müller (* 18. Dezember 1904 in Wien; † nach dem 18. Dezember 1974) war ein österreichischer Fußballtrainer.

## Werdegang
Müller, der taub war, trainierte den FC Concordia Basel in der Schweiz, bis er 1938 Trainer der Stuttgarter Kickers wurde. Dort wurde mehrmals Württembergischer Meister und die Mannschaft qualifizierte sich zudem für die Endrunde um die Deutsche Meisterschaft. Im Juli 1946 wechselte er zu den Sportfreunden Stuttgart, die er bis zum 15. Oktober 1946 trainierte. Es folgte ein Jahr beim 1. Göppinger SV, ehe es Müller ins Saarland zog. Dort trainierte er den 1. FC Saarbrücken, ASC Dudweiler sowie den SV Saar 05 Saarbrücken. 1955 übernahm er das Traineramt bei FC Zürich. Zwei Jahre später kehrte er ins Saarland zurück, wo er bis März 1960 den FC 08 Homburg trainierte.